# Bari Sadri
Bari Sadri là một thành phố và khu đô thị của quận Chittaurgarh thuộc bang Rajasthan, Ấn Độ.

## Nhân khẩu
Theo điều tra dân số năm 2001 của Ấn Độ, Bari Sadri có dân số 15.001 người. Phái nam chiếm 51% tổng số dân và phái nữ chiếm 49%. Bari Sadri có tỷ lệ 66% biết đọc biết viết, cao hơn tỷ lệ trung bình toàn quốc là 59,5%: tỷ lệ cho phái nam là 77%, và tỷ lệ cho phái nữ là 54%. Tại Bari Sadri, 13% dân số nhỏ hơn 6 tuổi.